# Кухня Омана
Кухня Омана представляет собой смесь нескольких основных продуктов азиатской кухни. Блюда часто основаны на курице, рыбе и ягнёнке, а также на главном продукте — рисе. Большинство оманских блюд, как правило, содержат богатую смесь специй, трав и маринадов.

## Общее описание
Хотя оманская кухня варьируется в разных регионах Омана, большинство блюд по всей стране имеют в числе основных продуктов карри, варёное мясо, рис и овощи. Супы также распространены и обычно изготавливаются из курицы, баранины и овощей (например, копчёные баклажаны). Основная еда обычно съедается в середине дня, а обед — более легкий. Свинина в пищу не употребляется, поскольку запрещена по шариату.

## Типичные блюда Омана
- Хариса — пшеница, смешанная с мясом.
- Кахва — оманский кофе, смешанный с кардамонным порошком, часто служивший символом гостеприимства. Он часто подается с финиками и оманской халвой[3].
- Кебаб — блюдо из мяса в карри (обычно куриное или говяжье), приготовленное на гриле, поданное совместно с овощами.
- Mashuai — блюдо, состоящее из целой копченой макрели, поданной с рисом и лимонным соком.
- Макбус — рисовое блюдо с ароматом шафрана и приготовленное из пряного мяса.
- Muqalab это триппа и субпродукты, приготовленные с различными специями, включая корицу, кардамон, гвоздику, черный перец, имбирь, чеснок и мускатный орех.
- Quzi — блюдо только для праздничных дней. Блюдо состоит из цельной козы, обжаренной в специальной духовке, которая является ямой, вырытой в земле. Обычно это общее мероприятие всей деревни. Мясо приправлено различными специями, а затем завернуты в мешки из сухих листьев, которые, в свою очередь, помещаются в духовку.
- Сахана — густой суп из пшеницы, фиников, мелассы и молока, которое обычно едят во время Рамадана.
- Albadhinajan mae tawarikh — торт из баклажанов, фиников и лука[4].

## Типичные напитки в Омане
Кофе — национальный напиток, а чай — напиток для гостеприимства. Другие популярные напитки включают «лабан» (своего рода соленую пахту), йогуртовые напитки и безалкогольные напитки.